# Lisa Zimmermann
Lisa Zimmermann (ur. 2 marca 1996 w Norymberdze) – niemiecka narciarka dowolna, specjalizująca się w slopestyle'u. Największy sukces w karierze osiągnęła w 2015 roku, kiedy zdobyła złoty medal na mistrzostwach świata w Kreischbergu. Rok wcześniej wystąpiła na igrzyskach olimpijskich w Soczi, gdzie zajęła czternaste miejsce. Najlepsze wyniki w Pucharze Świata osiągnęła w sezonie 2013/2014, kiedy to zajęła ósme miejsce w klasyfikacji generalnej, a w klasyfikacji slopestyle'u wywalczyła Małą Kryształową Kulę.

## Osiągnięcia

### Igrzyska olimpijskie
| Miejsce | Dzień     | Rok  | Miejscowość | Konkurencja | Zwyciężczyni |
| ------- | --------- | ---- | ----------- | ----------- | ------------ |
| 14.     | 11 lutego | 2014 | Soczi       | Slopestyle  | Dara Howell  |

### Mistrzostwa świata
| Miejsce | Dzień       | Rok  | Miejscowość | Konkurencja | Zwyciężczyni |
| ------- | ----------- | ---- | ----------- | ----------- | ------------ |
| 17.     | 9 marca     | 2013 | Voss        | Slopestyle  | Kaya Turski  |
| 1.      | 21 stycznia | 2015 | Kreischberg | Slopestyle  | -            |

### Puchar Świata

#### Miejsca w klasyfikacji generalnej
- sezon 2012/2013: 179.
- sezon 2013/2014: 8.
- sezon 2014/2015: -
- sezon 2015/2016: 15
- sezon 2016/2017: 31.

#### Zwycięstwa w zawodach
1. Gstaad – 18 stycznia 2014 (slopestyle)
2. Silvaplana – 22 marca 2014 (slopestyle)
3. Boston – 12 lutego 2016 (big air)
4. Mediolan – 11 listopada 2016 (big air)

#### Pozostałe miejsca na podium w zawodach
1. Cardrona – 25 sierpnia 2013 (slopestyle) – 3. miejsce
2. Cardrona – 28 sierpnia 2015 (slopestyle) – 3. miejsce
3. Mönchengladbach – 2 grudnia 2016 (big air) – 3. miejsce